# Уршакбашкарамалинский сельсовет
Уршакбашкарамалинский сельсовет — муниципальное образование в Миякинском районе Башкортостана.
Административный центр — село Уршакбашкарамалы.

## История
Согласно Закону о границах, статусе и административных центрах муниципальных образований в Республике Башкортостан имеет статус сельского поселения.

## Население
| 2002  | 2009  | 2010  | 2012  | 2013  | 2014  | 2015  |
| ----- | ----- | ----- | ----- | ----- | ----- | ----- |
| 1536  | ↗1558 | ↘1319 | ↘1238 | ↘1194 | ↘1184 | ↘1173 |
| 2016  | 2017  | 2018  |       |       |       |       |
| ↘1140 | ↘1098 | ↘1031 |       |       |       |       |

## Состав сельского поселения
| № | Населённый пункт | Тип населённого пункта       | Население |
| - | ---------------- | ---------------------------- | --------- |
| 1 | Уршакбашкарамалы | село, административный центр | ↘620      |
| 2 | Уршак            | село                         | ↘413      |
| 3 | Байтимирово      | деревня                      | ↘140      |
| 4 | Аитово           | деревня                      | ↘121      |
| 5 | Чишмы            | деревня                      | ↘25       |

## Известные уроженцы
- Губайдуллин, Миннигали Хабибуллович (8 марта 1921 — 8 марта 1944) — участник Великой Отечественной войны, гвардии лейтенант, Герой Советского Союза (1944)[14].